# 車いす空手
車いす空手（くるまいすからて）は、日本で考案された車いすを用いた格闘技で、障害者スポーツの一つである。

## 起源
2000年ごろ、東京都のNPO法人「日本空手松濤連盟」の主席師範だった浅井哲彦が考案した。「年齢や障害の有無を問わず、技を磨いて強くなり、体を健康にして生きる喜びを感じてもらいたい」という思いから生まれた。現在、国内220か所、世界65か国に支部がある。

## 概要

### ルール
一般の空手と同じく、技の美しさと正確さを競う「型」と、相手と対戦する「組手」の2種類がある。使用する車椅子は日常用、競技用いずれも使用可能である。